# 439
Cette page concerne l'année 439  du calendrier julien. Pour l'année 439 av. J.-C., voir 439 av. J.-C. Pour le nombre 439, voir 439 (nombre).
L'année 439 est une année commune qui commence un dimanche.

## Événements
- 31 janvier : loi de Théodose II contre les Juifs et les Samaritains qui leur défend d'exercer aucune charge publique, même celle de geôlier, de bâtir aucune nouvelle synagogue ; la même loi interdit les sacrifices païens sous peine de mort et renouvelle la condamnation des hérésies[1].
- 15 mai : consécration de la basilique Saint-Étienne de Jérusalem par Cyrille d'Alexandrie[2].
- 6 août : Licinia Eudoxia devient Augusta[3].
- 19 octobre : le roi des Vandales Genséric prend Carthage par surprise et y établit sa capitale[4]. 
  - Genséric installe aussitôt une église arienne dans Carthage et impose la langue vandale comme langue officielle. Peu après, il investit la Corse, la Sardaigne (456), les Baléares et la Sicile (440). Le ravitaillement de Rome est en péril. Valentinien III fait restaurer les murailles de Naples et de Rome et promet sa fille en mariage au fils de Genséric[5]. Les Vandales exproprient les grands domaines autour de Carthage et exilent leurs propriétaires en Maurétanie.
- 29 novembre : concile interprovincial de Riez (Provence), qui réunit 13 évêques, dont Arcadius de Vence et Valérien de Cimiez. Il annule l’ordination d'Armentaire, évêque d'Embrun[6].

- Litorius et ses Huns assiègent les Wisigoths dans Toulouse, mais Litorius tombe entre les mains de l’ennemi, et l’armée romaine restée sans chef perd la bataille devant la ville. L’empereur reconnaît l’indépendance des Wisigoths[7].
- Les Suèves de Rechila prennent Mérida[8].
- En Chine, les Tabghatch annexent le royaume Liang septentrional du Gansu d’où ils chassent un groupe de Xiongnu vers Tourfan (439-460)[9].

## Naissances en 439
- Sabas le Sanctifié, moine de Cappadoce.

## Décès en 439
- 7 septembre : Sahak Ier Parthev, Catholicos d'Arménie[10].
- 31 décembre : Mélanie la Jeune[11].